# Mortadella di Campotosto
La mortadella di Campotosto (popolarmente detta coglioni di mulo) è un salume tipico prodotto in limitate quantità nel territorio del comune di Campotosto in provincia dell'Aquila e zone limitrofe. La Mortadella di Campotosto rientra nei Presidi Slow Food
dell’Abruzzo e fa parte dei Prodotti agroalimentari tradizionali abruzzesi.

## Storia

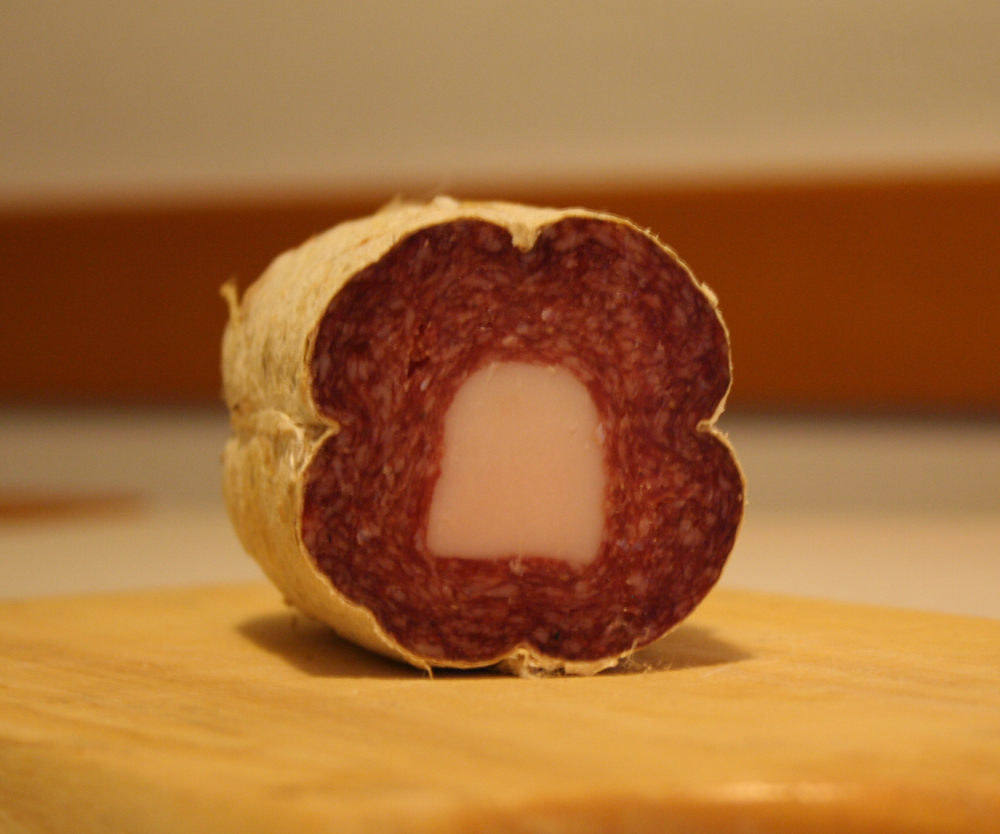
Sezione interna del salume con la caratteristica barretta centrale di lardo

Per un periodo di tempo la città di Amatrice si era appropriata della paternità del salume, in seguito al dominio che nel periodo medioevale aveva avuto sulle zone di Campotosto e paesi vicini. La tradizione della mortadella di Campotosto è molto antica, si ritiene abbia più di 500 anni, per come la conosciamo oggi, solo pochi campotostari continuano la tradizione della mortadella, e solo pochi palati hanno oggi la possibilità di degustarla, causa la rarità del prodotto.

## Descrizione
La mortadella è composta solamente da carne di suino, che i pastori e i vari fattori allevavano nel territorio dei Monti della Laga.
Ha una forma ovoidale (ed un peso tradizionalmente individuato in 330 g). Ha una grana fine e all'interno, ha infilata su tutta la sua lunghezza una barretta di lardo che caratterizza il prodotto rispetto agli altri salumi. Quando viene tagliata, la sezione presenta un colore roseo, mentre la barretta centrale di lardo ha un colore bianco.
La preparazione dell'insaccato avviene nella seguente maniera: 
- macinazione molto fine delle carni;
- condimento con sale, pepe e vino bianco;
- maturazione dell'impasto per almeno 24 ore all'interno di un contenitore di legno (lo scifone) oppure di acciaio. L'impasto viene rimescolato più volte con infuso di chiodi di garofano e cannella.

L'insaccatura avviene manualmente, con cucitura del budello attorno all'impasto.
Nella parte inferiore del salame viene apposto un tralcetto che avvolge lo spago durante l'allentamento dovuto alla stagionatura.
Il prodotto può essere consumato dopo almeno tre mesi dalla macinatura.